# 太田吉彰
太田吉彰（1983年6月11日—），日本足球運動員，並參加2007年亞洲盃足球賽。

## 俱乐部生涯
2002年，太田吉彰在磐田喜悅开始足球生涯，2009年转会至仙台維加泰，2015年转会至磐田喜悅。

## 日本國家足球隊
太田吉彰参加了2007年亞洲盃足球賽。